# Dialekt zachodnioczeski

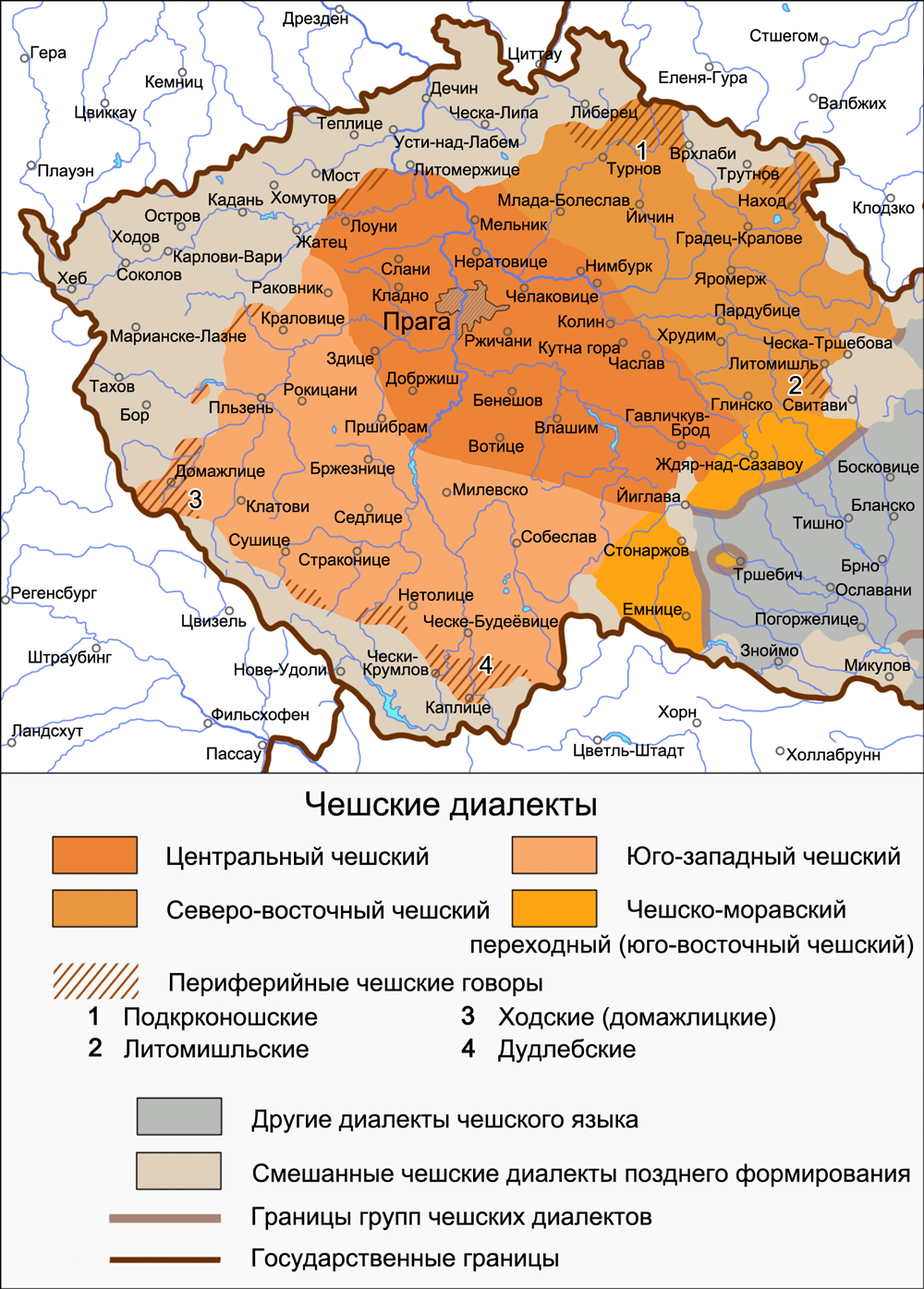
Dialekt zachodnioczeski na mapie dialektów czeskich właściwych

Dialekt zachodnioczeski lub dialekt południowo-zachodnioczeski (cz. nářečí jihozápadočeská, jihozápadočeská podskupina) – jeden z czterech dialektów czeskich właściwych obok dialektu środkowoczeskiego, wschodnioczeskiego i czesko-morawskiego. Zajmuje część obszaru południowo-zachodnich Czech . W obrębie dialektu południowoczeskiego wyróżniają się archaiczne gwary chodzka i doudlebska.

## Obszar użycia
Dialekt zachodnioczeski jest szeroko rozpowszechniony w Kraju pilzneńskim (z wyłączeniem jego północno-zachodniego obszaru) i południowoczeskim (z wyłączeniem jego południowych peryferii), a także w zachodniej części Kraju środkowoczeskiego. Terytoria te są południowo-zachodnią część historycznego regionu Czech (bez obszarów pogranicznych zasiedlonych przez ludność czeską po II wojnie światowej).

## Cechy językowe
Gwary zachodnioczeskie wyróżniają się następującymi cechami językowymi :
- brak w wielu przypadkach dyftongizacji í, jak w języku literackim: cítit (cz. lit. cítit), vozík (cz. lit. vozík), w przeciwieństwie do dialektów centralnych i wschodnich – cejtit, vozejk z ej < í;
- obecność miękkiej spółgłoski ľ w wielu gwarach zachodnioczeskich;
- jotacja, odzwierciedlająca miękkość spółgłosek wargowych w przeszłości spotykana była w wielu gwarach zachodnioczeskich: pjivo (cz. lit. pivo), bjilej (cz. lit. bílý);
- obecność form typu bejzubej (cz. pot. bezubej), přej‿domem (cz. pot. pře‿domem), jak w dialektach południowomorawskich;
- różnorodne przypadki użycia spółgłosek protetycznych lub ich braku w różnych gwarach zachodnioczeskich. Obecność v protetycznego w większości gwar: vokno (cz. lit. okno), von (cz. lit. on). W gwarze chodzkiej występuje protetyczne h: hokno, w gwarze doudlebskiej brak protezy przed o: okno[6];
- użycie form oznaczających przynależność do rodziny -ojc / -ou̯c / -oc / -uc < -ow’ic: Novákojc w przeciwieństwie do środkowoczeskiego Novákovic;
- rozprzestrzenienie się długich samogłosek na końcu rzeczowników żywotnych rodzaju męskiego w mianowniku liczby mnogiej: sedlácí w przeciwieństwie do środkowoczeskiego typu sedláci;
- nieodmienne formy przymiotników dzierżawczych zakończonych na -ovo / -ino typu bratrovo, sestřino: mámino kámoška, sousedovo pes, taťínkovo boty;
- formy trzeciej osoby liczby mnogiej czasu teraźniejszego, takich jak prosit, umňet: prosí, umí w przeciwieństwie do gwar środkowoczeskich i wschodnich – prosej(í/i), umňej(í/i);
- obecność charakterystycznego słownictwa, np. zachodnioczeski chlapec, w środkowoczeski kluk, wschodnioczeski hoch.

Ponadto w dialekcie zachodnioczeskim odnotowuje się takie zjawiska jak:
- obecność w wielu gwarach po spółgłoskach miękkich głoski a w miejscu e : jahla (cz. lit. jehla), čalo (cz. lit. čelo), včala (cz. lit. včela);
- obecność dyftongu ou̯ w słowach takich jak počet: poučet;
- w niektórych przypadkach krótkie samogłoski na miejscu długich: pect (cz. lit. péct), nest (cz. lit. nést), krajec (cz. lit. krajíc);
- obecność grupy chč w miejscu ogólnoczeskiego šť i tř w miejscu stř: chčestí (cz. lit. štěstí), třílet (cz. lit. střílet);
- forma hdo, hde na miejscu cz. lit. kdo, kde.